# Porosononion
Porosononion es un género de foraminífero bentónico de la familia Elphidiidae, de la superfamilia Rotalioidea, del suborden Rotaliina y del orden Rotaliida. Su especie tipo es Nonionina subgranosa. Su rango cronoestratigráfico abarca desde el Burdigaliense (Mioceno inferior) hasta la Actualidad.

## Clasificación
Porosononion incluye a las siguientes especies:
- Porosononion barmischiensis
- Porosononion bessarabiensis
- Porosononion concinnum
- Porosononion delicatus
- Porosononion granosum
- Porosononion guriensis
- Porosononion sarmaticum
- Porosononion scabrum
- Porosononion shansiense
- Porosononion subgranosus
  - Porosononion subgranosus bulgaricus

Otra especie considerada en Porosononion es:
- Porosononion simplex, aceptado como Haynesina simplex